# 僧録
僧録（そうろく）は、僧侶の登録・住持の任免などの人事を統括した役職である。

## 中国における僧録
中国では、唐の元和年間に設置されたのが始まりとされ、端甫法師を初代とする。その後、開成年間に左右街僧録が設けられた。

## 日本における僧録

### 鹿苑僧録
日本では建武3年（1336年）、足利尊氏によって禅律方（ぜんりつがた）が設置され、禅宗（臨済・曹洞両宗）及び律宗（真言律宗を含む）を統括した。禅律方には細川和氏、藤原有範（藤原南家）、六角氏頼、赤松則祐らが任命された。
後に禅律方は室町幕府の正式な機関となり、僧録司（そうろくし）と呼ばれるようになる。1379年、春屋妙葩が初代の僧録司に任じられた。
1398年、絶海中津が僧録司に任じられる。当時、中津は相国寺の塔頭寺院である鹿苑院の院主であり、以後鹿苑院の院主が僧録司を兼務するようになり、鹿苑僧録（ろくおんそうろく）と呼ばれるようになった。
鹿苑僧録は臨済宗の事実上の最高機関として五山以下の諸寺を統括し、諸寺の寺格決定や住持の任免、所領・訴訟などの処理を行った。後に名誉職化して皇族などが僧録司に任じられるようになると、僧録司と幕府の連絡役であった蔭涼職（いんりょうしき）が実務の責任者として台頭した。蔭涼職に就任した人物では8代将軍足利義政の側近に取り立てられた季瓊真蘂が知られる。
15代将軍足利義昭が織田信長によって追放された後も蔭涼職は引き続き義昭の影響下に置かれていたらしく、天正12年（1584年）に当時の蔭涼職であった清叔寿泉が義昭の使者として島津義久の許に赴いている。

### 金地僧録
元和元年（1615年）、江戸幕府によって寺院諸法度が制定されると、僧録司・蔭涼職は一旦廃止された。
1619年、以心崇伝が僧録に任命され以後南禅寺金地院の住持が僧録を兼務するようになり、金地僧録（こんちそうろく）と呼ばれるようになった。
また、曹洞宗の関三刹のように、臨済宗以外にも僧録が置かれた宗派が存在する。

#### 歴代僧録司
以下、主な歴代僧録司を記す。
鹿苑僧録
- 春屋妙葩
- 絶海中津
- 空谷明応
- 無求周伸
- 海印善幢
- 厳中
- 古幢周勝
- 宝山乾珍
- 虎山永隆
- 海門承朝
- 瑞渓周鳳
- 春林周藤
- 竺雲等連
- 東岳
- 竜岡真圭
- 仙厳澄安
- 維聲梵桂
- 惟明瑞智
- 月翁周鏡
- 錦江景文
- 横川景三
- 金渓梵鐸
- 就山永崇
- 宗山等貴
- 清父珠瞳
- 東雲景岱
- 景甫寿陵
- 汝雪法叔
- 春湖寿信
- 仁如集堯
- 江春瑞超
- 西笑承兌
- 有節瑞保

金地僧録
- 以心崇伝